# アイマス・イン・ザ・モーニング
『アイマス・イン・ザ・モーニング』 (Imus in the Morning) は、アメリカの朝のラジオ番組、テレビ番組。司会はドン・アイマス。1971年からラジオで放送され、1996年から2007年までMSNBCで放送。後述の差別発言後、MSNBCおよびラジオ局から打ち切りとなり、2009年までRFDで放送した後、2009年10月5日からフォックス・ビジネス・ネットワークで放送されている。

## 2007年の黒人女性バスケットボール選手の差別発言
2007年4月4日の放送でラトガース大学の黒人の女子バスケットボール選手に対し差別発言後、1週間後の4月11日にMSNBCは放送をキャンセルの発表をし、翌日にはCBSラジオでアイマスは降板にされた。